# Joaquín Ruiz de Porras
Joaquín Ruiz de Porras (Valladolid, 1759 - 1828) fou un militar castellà, que va ocupar càrrecs destacats a Catalunya i a les illes Balears a començaments del segle xix.
Era membre del cos d'artilleria. Destinat a Mallorca, el 1782 va participar en la campanya per recuperar Menorca del domini britànic i en 1784 participà en el segon bombardeig contra Alger i en la defensa d'Oran (1790).
A l'inici de la guerra del francès es trobava a Madrid, i va defensar el palau de Monteleón. Va ser destinat a l'escola d'Artilleria de Segòvia (1808) que es va traslladar a Sevilla, on va muntar una fàbrica de fusils. Va ser destinat de nou a Palma per posar en marxa allà la foneria de canons de la Llotja, i l'escola d'Artilleria: fou nomenat director de la Mestrança (1810) i del Col·legi d'Artilleria (1811) de Palma (Mallorca). Nomenat Brigadier, va ser destinat a l'Exèrcit de Catalunya, on participà en combats a La Garriga i Ripoll (1812), però aviat va rebre l'ordre de retornar a la direcció del col·legi i la fàbrica de Mallorca (1813) fins que va ser destinat a Segòvia amb el retorn allà tant de l'escola d'Artilleria com de la Foneria (1814).
Durant la seva estada a l'illa va escriure el “Elogio Fúnebre de Daoíz y Velarde” i va col·laborar a l'Aurora Patriótica Mallorquina, i per les seves idees liberals, era conegut com el "petit Diderot".
Va donar suport el pronunciament de Rafael de Riego en 1820, participant en la batalla a Cervera. A l'abril del mateix any va ingressar en l'Acadèmia de Bones Lletres de Barcelona, de la que en 1821 en fou nomenat president. En 1822 fou durant uns mesos capità general de Catalunya. Un cop acabat el trienni liberal fou destituït de tots els seus càrrecs i honors, tot i que fou rehabilitat en 1826. Un carrer de Palma porta el seu nom.